# Neomuscina nudistigma
Neomuscina nudistigma är en tvåvingeart som beskrevs av John Otterbein Snyder 1949. Neomuscina nudistigma ingår i släktet Neomuscina och familjen husflugor.
Artens utbredningsområde är Venezuela. Inga underarter finns listade i Catalogue of Life.